# Kempnyella genualis
Kempnyella genualis är en bäcksländeart som först beskrevs av Luisa Eugenia Navas 1918.  Kempnyella genualis ingår i släktet Kempnyella och familjen jättebäcksländor. Inga underarter finns listade i Catalogue of Life.